# Wikitext

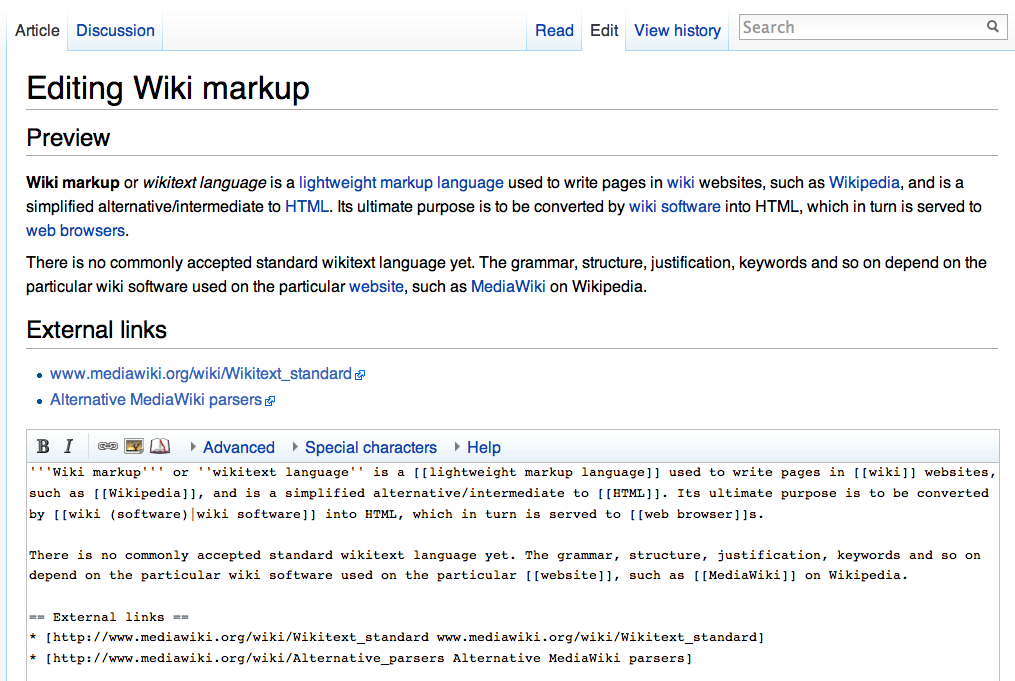
Wikitext in MediaWiki

Wikitext, Wiki-Code, Wiki-Syntax oder wiki markup (engl.) ist eine Gruppe von vereinfachten Auszeichnungssprachen, die eine vereinfachte Alternative zu HTML darstellen und benutzt werden, um Beiträge in Wikis zu formatieren.

## Anwendung
Die Auszeichnungssymbole dieser Sprachen, meist englisch als „Tags“ bezeichnet, werden im Eingabefenster innerhalb des Textes eingegeben und sorgen nach dem Speichern dafür, dass dieser an den betreffenden Stellen mit Attributen und Formatierungen (beispielsweise kursiv, unterstrichen, eingerückt oder verlinkt) versehen wird. Um den Quelltext lesbarer und gegliedert zu gestalten, gibt es meist Zeichenkombinationen, die dem markierten Text eine Formatvorlage zuweisen, die sich selbst wiederum aus mehreren Wiki-Tags zusammensetzt.
Die Tags sind im Großen und Ganzen ähnlich, unterscheiden sich aber je nach verwendeter Wiki-Software in Details. Allen Dialekten ist jedoch zu eigen, dass sie sehr viel einfacher aufgebaut sind als das historisch verbreitet im World Wide Web eingesetzte HTML. Diese Beschränkung auf das Wesentliche ermöglicht einer großen Gruppe von Menschen, insbesondere auch Computerlaien, mit wenig Lern- und Schreibaufwand an diesem System teilzuhaben.

### Beispiele
In MediaWiki, wie auch anderen Wiki-Systemen, werden beispielsweise eckige Klammern verwendet, um eine Verlinkung zu erzeugen. Ältere Wiki-Systeme wie Ward Cunninghams WikiWikiWeb verwendeten dagegen eine CamelCase-Schreibweise zur automatischen Verlinkung. In beiden Fällen wird dem Nutzer die Eingabe von wesentlich aufwändigeren HTML-Konstrukten erspart:
1. [[Hyperlink]] verlinkt das Wort Hyperlink zum Artikel Hyperlink.
2. [[Hyperlink|Interner Link]] verlinkt die Wörter Interner Link zum Artikel Hyperlink.
3. [https://de.wikipedia.org/wiki/Hyperlink externer Link] verlinkt die Wörter externer Link zur Webseite https://de.wikipedia.org/wiki/Hyperlink

In HTML müsste man Folgendes eintippen:
1. <a href="/wiki/Hyperlink">Hyperlink</a>
2. <a href="/wiki/Hyperlink">Interner Link</a>
3. <a href="https://de.wikipedia.org/wiki/Hyperlink" title="externer Link">externer Link</a>

Zur speziellen Vernetzung von Wikis dient das Konzept der Interwikilinks. Dabei kann durch ein Präfix ein Link auf eine Seite in einem anderen Wiki erstellt werden. Zum Beispiel verlinkt in der deutschsprachigen Wikipedia [[:en:Hyperlink]] auf den Artikel „Hyperlink“ in der englischsprachigen Wikipedia und nicht auf den deutschen Artikel „Hyperlink“. Das dafür verantwortliche Präfix ":en:" ist hier kursiv dargestellt.

### Automatische Erstellung
Einige Programme können anhand von nach dem What-you-see-is-what-you-get-Verfahren erstellten Texten automatisch Wikitext erzeugen. OpenOffice-Writer ab Version 2.3 vom 17. September 2007 ist beispielsweise dazu in der Lage, Dokumente (Text, Zeichenformatierung, Weblinks, Tabellen) in das MediaWiki-Format zu exportieren.

## Standardisierung
Es gibt keinen allgemein akzeptierten Standard. Grammatik, Struktur, Möglichkeiten, Schlüsselwörter, Begriffe usw. sind abhängig von der verwendeten Software des einzelnen Wikis. Jedoch haben alle Sprachen gemeinsam, dass es eine einfache Möglichkeit zur Verknüpfung gibt, allerdings gibt es Unterschiede in den syntaktischen Konventionen.
Einige Wiki-Programme erlauben zusätzlich zu Wikitext die Verwendung von HTML-Tags, andere nur einen begrenzten Teil von HTML, und bei anderen wiederum ist HTML ganz unmöglich. Bestimmte Programme erlauben das Festlegen von Einschränkungen im HTML-Gebrauch für jede einzelne Seite. Grundsätzlich gestattet Wikitext das freie und gemischte Verwenden von HTML und der Wiki-Sprache, und das mit einer einfach zu lesenden Syntax, die es auch Nutzern ermöglicht, Beiträge zu verfassen, die HTML nicht beherrschen.
Mit Creole existiert seit 2006 die Bestrebung, eine „gemeinsame Auszeichnungssprache“ zu definieren, die auf Elementen bereits bestehender Markups basiert. Eine einheitliche Auszeichnungssprache wäre der „Grundstein für den einfachen Austausch von Informationen zwischen verschiedenen Wikis.“ Im Juli 2007 wurde die Creole 1.0 Spezifikation veröffentlicht, die mittlerweile von mehreren Wiki-Engines eingebunden wurde.